# Saurauia tomentosa
Saurauia tomentosa är en tvåhjärtbladig växtart som först beskrevs av Humboldt, och fick sitt nu gällande namn av Spreng.. Saurauia tomentosa ingår i släktet Saurauia och familjen Actinidiaceae. Utöver nominatformen finns också underarten 